# 尼泊尔的共产党
尼泊尔的共产党（尼泊尔语：नेपाल साम्यवादी दल）是尼泊尔的一个共产主义政党。该党已在尼泊尔选举委员会注册，并参加了2008年尼泊尔制宪会议选举。该党的主席是Ravindra Kumar Basnet。